# Kennythorpe
Kennythorpe är en by i civil parish Burythorpe, i kommunen North Yorkshire, i grevskapet North Yorkshire, i England. Byn är belägen 6 km från Malton. Kennythorpe var en civil parish 1866–1935 när blev den en del av Burythorpe. Civil parish hade 45 invånare år 1931. Byn nämndes i Domedagsboken (Domesday Book) år 1086, och kallades då 	Cheretorp.